# Колимська складчастість
Колимська складчастість (рос. колымская складчатость, англ. Kolymian folding; нім. kolymische Faltung f) — одна із епох мезозойської складчастості, яка проявилася в кінці юри — на початку крейди у Верхояно-Чукотській області (Росія).